# Marcha (semanario)
Marcha fue un semanario uruguayo fundado el 23 de junio de 1939, y que se editó hasta el 22 de noviembre de 1974.

## Historia
Su director fue Carlos Quijano, con Juan Carlos Onetti como secretario de redacción.

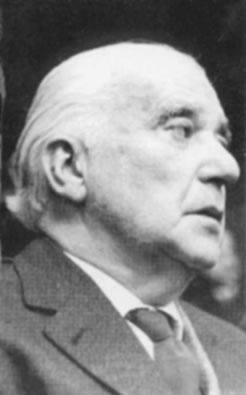
Carlos Quijano, Director del semanario Marcha.

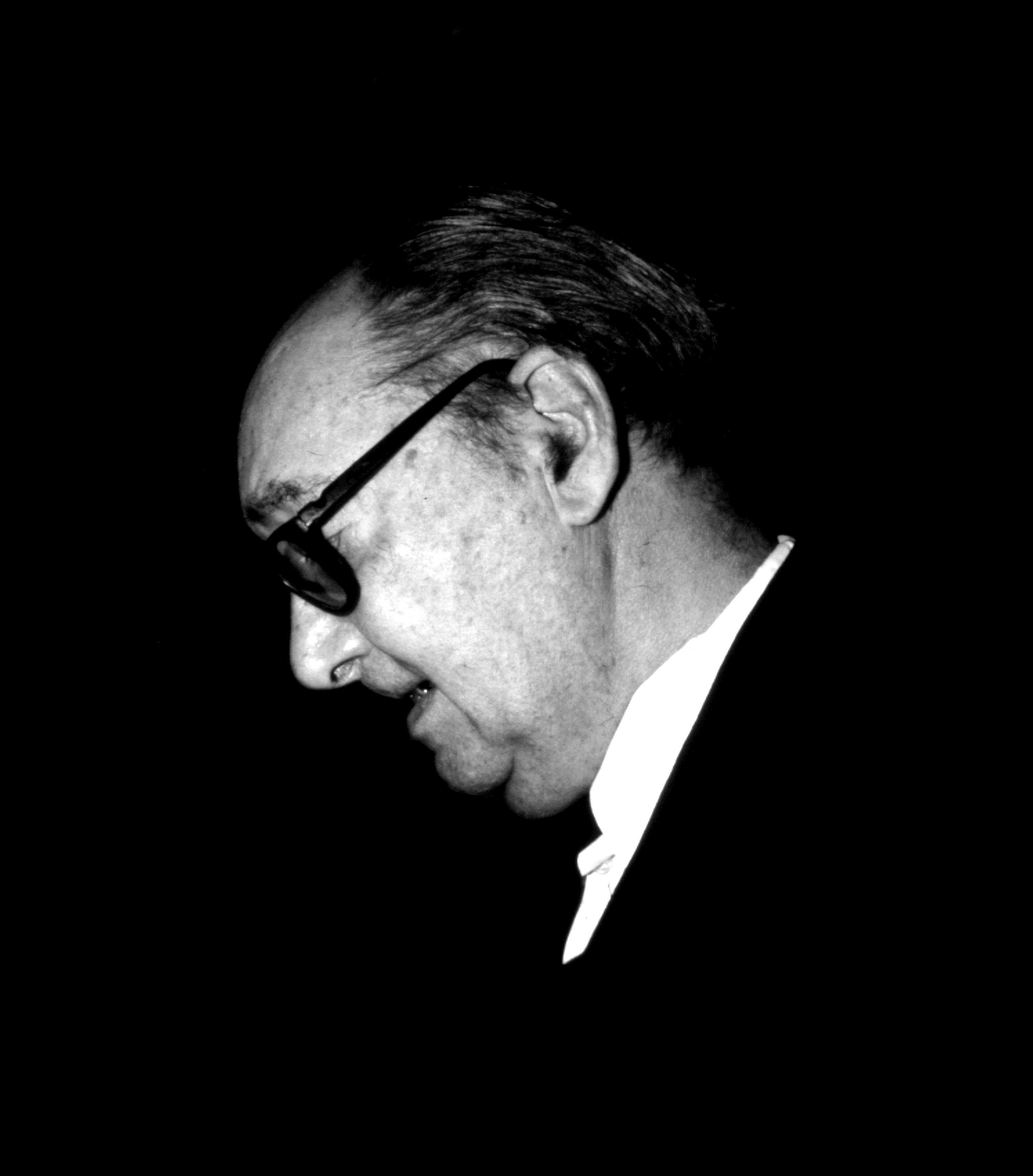
Juan Carlos Onetti

Los primeros artículos se escribieron en el estudio jurídico ubicado en la calle Rincón 593, compartido por Carlos Quijano, Arturo Ardao, Amílcar Castro y Juan Pedro Zeballos. Fue un semanario político-cultural destacado de Uruguay, tanto por su línea independiente como por el equipo de colaboradores. Entre los cuales resaltan; Julio Castro, Sarandy Cabrera, Arturo Ardao, Alfredo Mario Ferreiro, Hugo Alfaro, Homero Alsina Thevenet, Carlos Martínez Moreno, Manuel Flores Mora, Carlos Real de Azúa, Mario Benedetti, Pablo Mañé Garzón, Álvaro Castillo, Eduardo Galeano, Adolfo Gilly, Ángel Rama, Alfredo Zitarrosa, Rubén Enrique Romano, María Esther Gilio, Gerardo Fernández, Salvador Puig, Guillermo Chifflet, Paco Laurenzo y Emir Rodríguez Monegal. En particular, este último fue responsable de la difusión en Uruguay de las obras de escritores como Franz Kafka, André Gide, Virginia Woolf y Marcel Proust.
Otros trabajos editoriales fueron los Cuadernos de Marcha, (1967 a 1974 en Montevideo - Capital de la República Oriental del Uruguay), de edición mensual y con monografías, en las cuales se trato en mayor profundidad otros temas lo que marco diferencia de la revista. 
Después del golpe de Estado del 27 de junio de 1973, Marcha siguió editándose por un tiempo. En la primera edición después del golpe, que fue publicada el 30 de junio de 1973, tituló en primera página «No es dictadura» acompañado de la publicación de un decreto restrictivo de la libertad de prensa; otro artículo, redactado por Washington Beltrán Mullin y Eduardo Paz Aguirre, firmado por políticos de todos los partidos, denunciaba al régimen. 
Tras haber publicado el 8 de febrero de 1974 el cuento «El guardaespaldas», ganador del concurso anual del semanario. Carlos Quijano, director del semanario, Hugo Alfaro, secretario de redacción, Nelson Marra, autor del cuento y Mercedes Rein junto Juan Carlos Onetti, jurados, fueron llevados hasta la Jefatura de Policía de Montevideo.  El cuento trataba de la ejecución de un conocido torturador por parte de un grupo guerrillero. 
El semanario se volvió a editar el 22 de noviembre, cuando fue definitivamente clausurado por la dictadura de Juan María Bordaberry.
Al cierre del semanario, los Cuadernos fueron la única articulación del grupo de colaboradores, realizando su publicación en México (1977-1984), país de exilio de Quijano, y nuevamente en Montevideo entre 1985 y 2001. La colección Biblioteca de Marcha (1969-1974) publicó diversos autores y temáticas.
En 1985, meses después de finalizada la dictadura, se formó el semanario Brecha, que reunió al antiguo equipo de Marcha. El cual consideró, que no era posible volver a editar aquel semanario sin la presencia de Quijano, por lo que decidió no ponerle el nombre de Marcha.